# 1087 Arabis
Az 1087 Arabis (ideiglenes jelöléssel 1927 RD) a Naprendszer kisbolygóövében található aszteroida. Karl Wilhelm Reinmuth fedezte fel 1927. szeptember 2-án.